# Högholm (Geta, Åland)
Högholm är en ö i Åland (Finland). Den ligger i Skärgårdshavet och i kommunen Geta i landskapet Åland, i den sydvästra delen av landet. Ön ligger omkring 33 kilometer norr om Mariehamn och omkring 290 kilometer väster om Helsingfors.
Öns area är 6,4 hektar och dess största längd är 420 meter i nord-sydlig riktning.